# Hasegawa Kiyoshi
Hasegawa Kiyoshi (japanisch 長谷川 潔; geb. 9. Dezember 1891 in Yokohama; gest. 13. Dezember 1980 in Paris) war ein japanischer Grafikkünstler der Taishō- und Shōwa-Zeit.

## Leben und Werk
Hasegawa Kiyoshi, geboren in Yokohama, studierte Zeichnen und Ölmalerei unter Okada Saburōsuke und Fujishima Takeji in der Ausbildungsstätte der Künstlervereinigung Hakubakai (白馬会) in Aoibashi. Ab 1912 beschäftigte er sich mit dem Holzschnitz und im folgenden Jahr auch mit dem Kupferstich. Um aber noch besser künstlerischen Techniken zu erlernen, reiste er 1919 in die USA und nach Frankreich, wo er sich in der Malerei weiterbildete und sich mit Drucktechniken beschäftigte.
Hasegawa blieb in Frankreich und wiederbelebte 1924 eine lang vergessene Technik, das manière noir, auch Mezzotinto genannt. Er verfeinerte die Technik und schuf so einen eigenen Grafik-Stil, der sich durch eine besondere Harmonie von Schwarz und Weiß auszeichnet. In der Folgezeit fand er internationale Anerkennung. 1935 erhielt Hasegawa für seinen Einsatz im französisch-japanischen Kulturaustausch den Orden der Ehrenlegion und 1966 den Ordre des Arts et des Lettres. Er war Mitglied in der Société du Salon d’Automne, in der Société Peintres Gravures de France, in der Shunyō-kai (春陽会) und der Nihon Hanga Kyōkai (日本版画協会). Er blieb zeitlebens in Paris und starb dort im Alter von 89 Jahren.
Zu Hasegawas repräsentativen Werken gehören „Eiffelturm und französisches Flugzeug“ (エッフェル塔とフランスの飛行船, Efferu tō to Furansu no hikōsen), „Orangen und Weintrauben“ (オレンジと葡萄, Orenji to budō), „Zwei Anemonen“ (二つのアネモネ), „Frühlingsblumen, Herbstblumen in einer Vase“, (コップに然したる春、秋草花, Koppu ni sashitaru haru, aki kusabana) und „Zeit“ (時, Toki).